# Komitácsi
A komitácsi az 1875−1878-as balkáni háborúkban kialakult, a második világháború végéig használt megnevezés a macedón felkelőkre.
Az 1877–1878-as orosz–török háborút lezáró San Stefanó-i béke (1878. március 3.) értelmében Macedónia az újonnan létrejött Nagy-Bulgária része lett volna, ám az 1878. június 13. – július 13. közötti Berlini kongresszus visszaadta a területet az Oszmán Birodalomnak. A döntés ellen harcoló macedón felkelők bizottságokat (komiték, „komiteti jegyinsztvo”) állítottak fel. A 'komitácsi' elnevezés feltehetőleg e felkelők török megnevezéséből származik.
Az első világháború idején ugyanígy nevezték Szerbiában a Központi hatalmak megszálló csapatai és hatóságai ellen harcoló gerillákat.
A 2. világháború idején a megnevezés akkor éledt fel, amikor kitört a jugoszláviai partizánháború. Kezdetben a Tito hadseregében harcoló, szerb etnikumhoz tartozó katonákat nevezték így, később a Jugoszláv Népfelszabadító Hadsereg valamennyi tagját.